# Villafufre
Villafufre ist eine Gemeinde in der spanischen Autonomen Region Kantabrien. Die Gemeinde liegt im zentralen Bereich von Kantabrien, innerhalb der Comarca Valles Pasiegos. Es grenzt im Norden an die Gemeinden Santa María de Cayón und Santiurde de Toranzo, im Süden an Villacarriedo und Santiurde de Toranzo, im Osten an Saro und im Westen wiederum an Santiurde de Toranzo.

## Orte
- Argomeda
- Bustillo de Villafufre
- Escobedo
- La Canal
- Ojuriego
- Penilla
- Rasillo
- Sandoñana
- San Martín de Villafufre
- Trasvilla
- Susvilla
- Vega de Villafufre
- Villafufre (Hauptort)

## Bevölkerungsentwicklung
| 1900 | 1950 | 1981 | 1991 | 2001 | 2011 |
| ---- | ---- | ---- | ---- | ---- | ---- |
| 1698 | 1674 | 1285 | 1150 | 1149 | 1113 |